# Saint Martin (Jersey)
Saint Martin (Jèrriais: St Martîn) ist eine der zwölf Gemeinden (Parishes) von Jersey. Die Gemeinde liegt im Nordosten der Insel und umfasst 5716 vergées (10 km², 9 % der Landfläche von Jersey) Historisch wurde die Gemeinde Saint Martin le Vieux genannt, um sie zu der von Grouville (historisch Saint Martin de Grouville) abzugrenzen. Die Gemeinde wird besonders landwirtschaftlich genutzt, wird aber zunehmend als Wohnort nachgefragt.
Nachbargemeinden sind Trinity im Nordwesten, Saint Saviour im Süden und Südwesten und Grouville im Süden.

## Sehenswürdigkeiten und Kultur

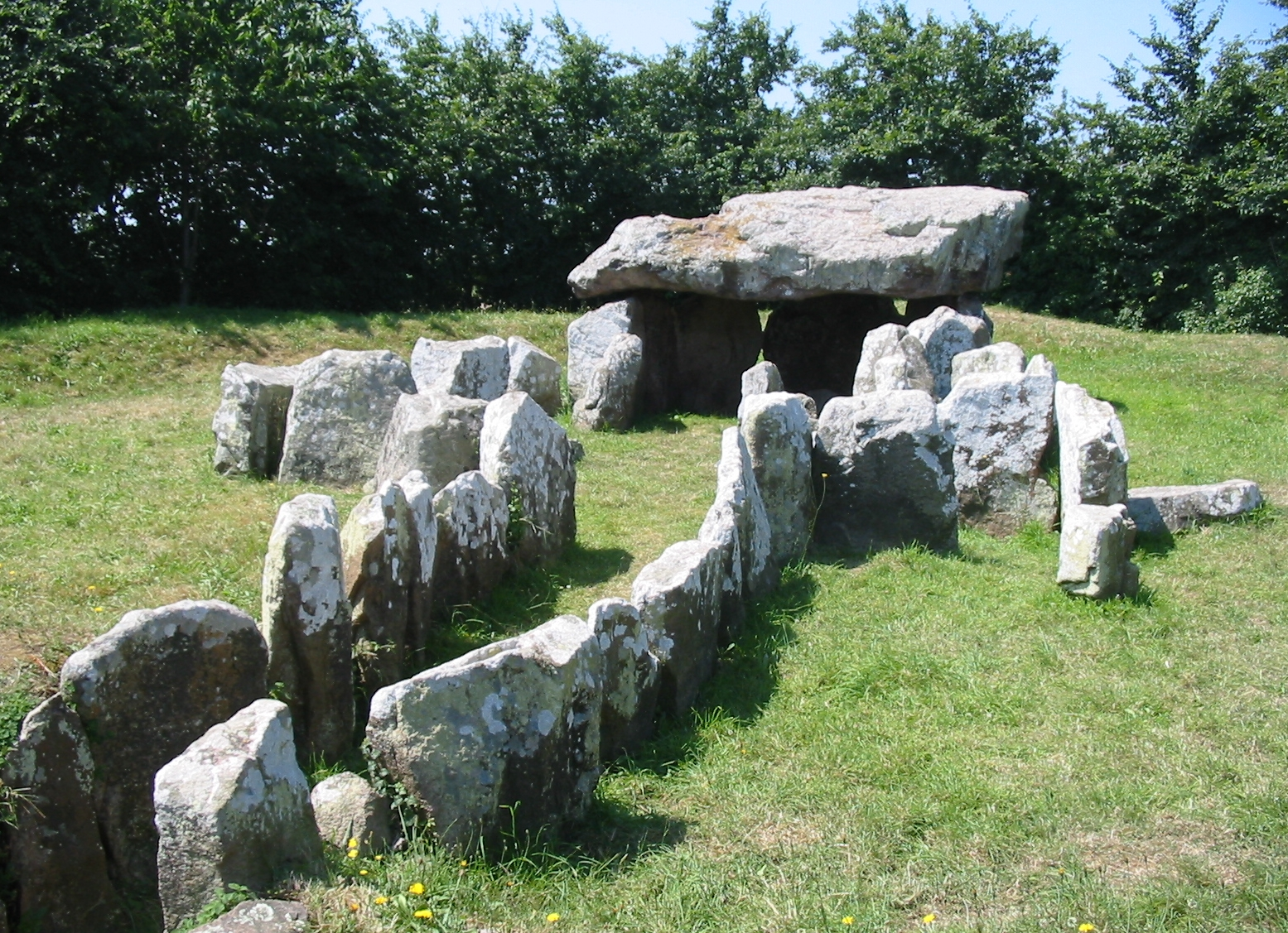
Die Dolmen La Pouquelaye de Faldouet gehören zu den am besten erhalten Dolmen auf Jersey

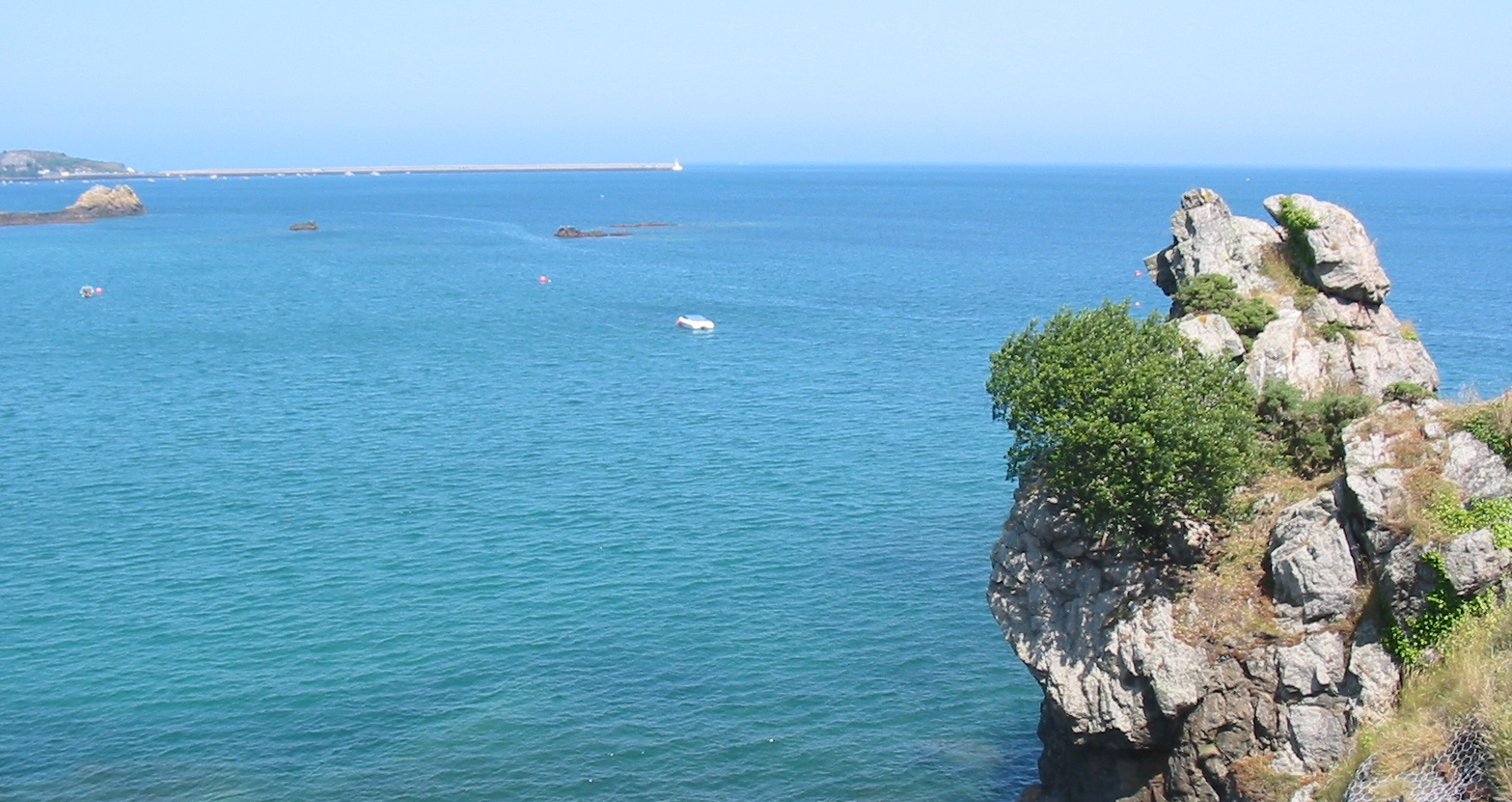
Le Saut Geffroy, oder auch Geoffroy's Leap (ganz rechts), im Hintergrund die Mole des Hafens von St. Catherine

Das historische Mont Orgueil Castle dominiert noch heute den schmalen Hafen und den Hafenort von Gorey (Gorey Pier), wobei der größte Teil von Gorey selbst auf dem Gebiet der benachbarten Gemeinde Grouville liegt. Errichtet zur Verteidigung der Insel verlor die Burg ihre Bedeutung nach Erfindung weitreichender Geschütze und Kanonen. Bis zur Errichtung von Elizabeth Castle im 17. Jahrhundert war es Sitz des Lieutenant Governor of Jersey. Danach diente es als Gefängnis, bis in St. Helier ein entsprechendes Bauwerk eingerichtet wurde. Zu den bekanntesten Inhaftierten gehören William Prynne (1600–1669) und John Lilburne (ca. 1614–1657). 
Die 600 Meter lange Mole des Hafens von St. Catherine ist alles, was von dem Projekt eines großen und tide-unabhängigen Hafens verblieben ist, was zwar begonnen, jedoch nie vollendet wurde. Es wird heute vor allem als Angelplatz genutzt.
Die Dolmen von Couperon  und von Faldouet sind prähistorische Erinnerungsstätten in der Gemeinde. Die La Pouquelaye de Faldouet-Dolmen sind auf dem 10-Pence-Stück der States of Jersey und waren Inspiration für das Poem Nomen, numen, lumen, das Victor Hugo 1855 während seines Exils auf Jersey schrieb.
Der Felsen Le Saut Geffroy, oder Geoffroy's Leap (deutsch Geoffroys Sprung), ist als Platz bekannt, an dem in historischer Zeit Hinrichtungen vorgenommen wurden, bei dem die zum Tod Verurteilten ins Meer gestoßen wurden. Aus der Folklore ist überliefert, dass ein Mann namens Geffroy ebenfalls in das Meer gestoßen wurde. Er überlebte jedoch diesen Sprung und kletterte an Land. Während einige dies als Begnadigung ansahen, waren andere der Auffassung, dass die Hinrichtung nicht richtig vollzogen worden sei. Um seine Fähigkeit zu demonstrieren, sprang Geffroy ein zweites Mal vom Felsen, starb jedoch bei diesem Versuch. Der Le Saut Geffroy wird nunmehr durch National Trust for Jersey geschützt und erhalten.
Mehrere Verteidigungstürme (u. a. Archirondel Tower, Victoria Tower, Fliquet Tower) sind noch vorhanden und werden z. T. als Schifffahrtszeichen genutzt.
In St. Martin wurde früher ein spezieller Akzent, das Faldouais, gesprochen, der nunmehr ausgestorben ist, jedoch in der Literatur des Jèrriais häufig seinen Niederschlag gefunden hat.

## Bevölkerungsentwicklung
Historische Populationen:
- 1991: 3.528
- 1996: 3.423
- 2001: 3.628
- 2011: 3.763[2]

## Politik
Die Gemeinde ist in fünf Gemeindeteile (vingtaines) eingeteilt:
- La Vingtaine de Rozel
- La Vingtaine de Faldouet, dem der Hafen von Gorey und die dort befindliche Siedlung, sowie Mont Orgueil Castle zugeordnet sind[3]
- La Vingtaine de la Quéruée
- La Vingtaine de l'Église
- La Vingtaine du Fief de la Reine

Die Inselgruppe Ecréhous gehört verwaltungsseitig zur Gemeinde St. Martin. Die Gemeinde ist die einzige auf Jersey, die kein Gebäude für ihre Verwaltung (Parish Hall) besitzt, vielmehr werden diese von einem Haus der Öffentlichkeit (Public Hall) aus geleitet, was von den States of Jersey mitfinanziert wurde.
Saint Martin bildet einen Wahlbezirk und wählt einen Abgeordneten.
Alle Gemeinden von Jersey, demzufolge auch St. Martin, haben eine Ehrenpolizei aus freiwilligen Mitgliedern, die, polizeiähnlich organisiert, bestimmte Rechte besitzen.

## Bildung
Saint Martin verfügt mit der Saint Martin School über eine Grundschule, der eine Kinderkrippe (nursery) angeschlossen ist.

## Persönlichkeiten
Der Maler und Illustrator Edmund Blampied (1886–1966), Mitglied der Royal Society of Painter-Printmakers wurde in der Siedlung Ville Brée (Vingtaine de Rozel, an der Rue La Rat gelegen) am 30. März 1886 geboren.

## Fotogalerie

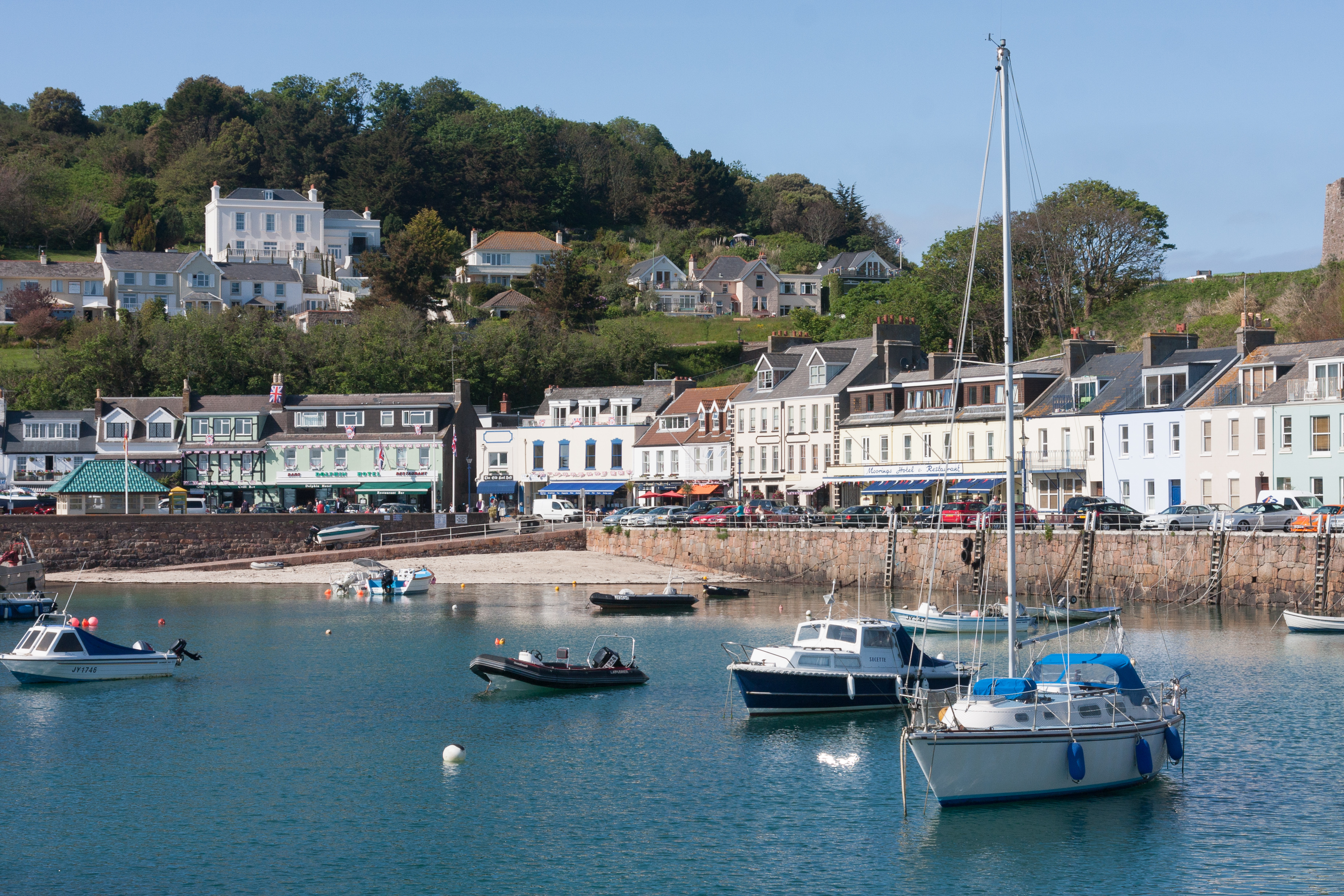
Hafenfront von Gorey
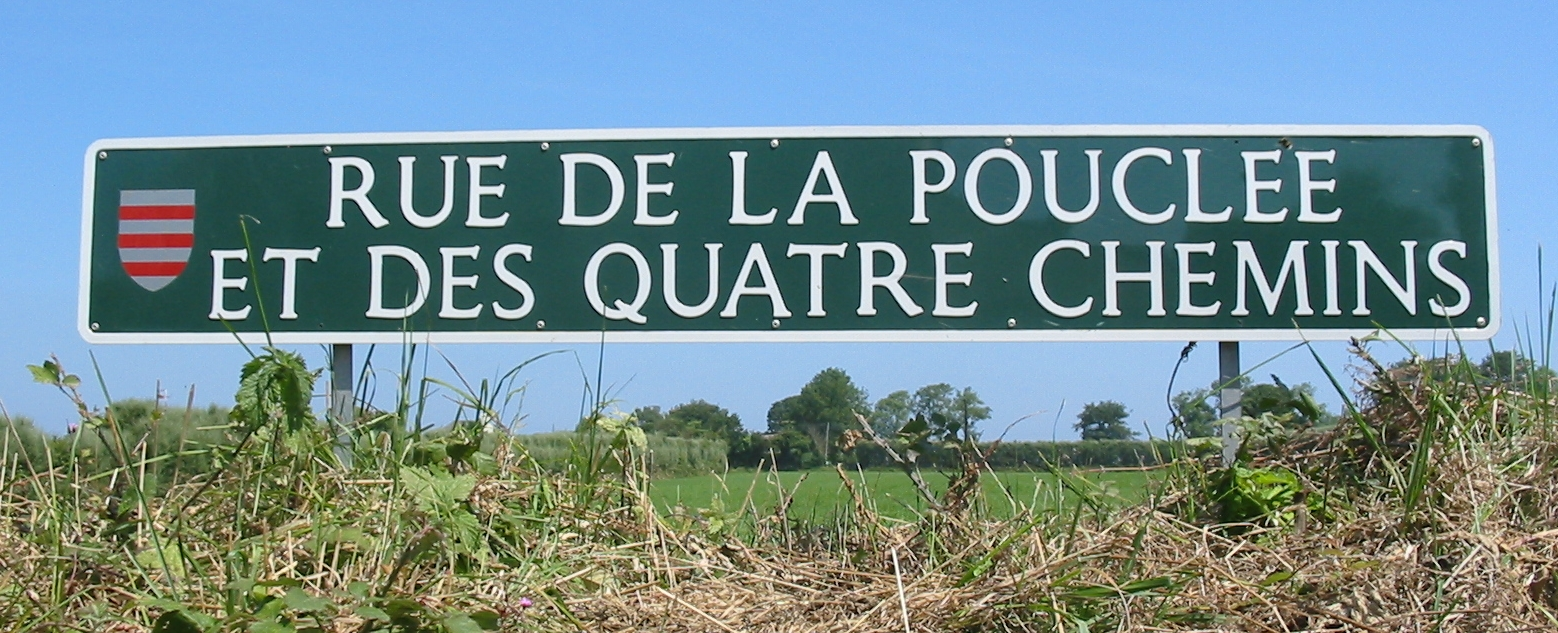
Die Dolmen von Faldouet (älterer Name: Pouclée) standen Pate für den längsten Straßennamen in Jersey
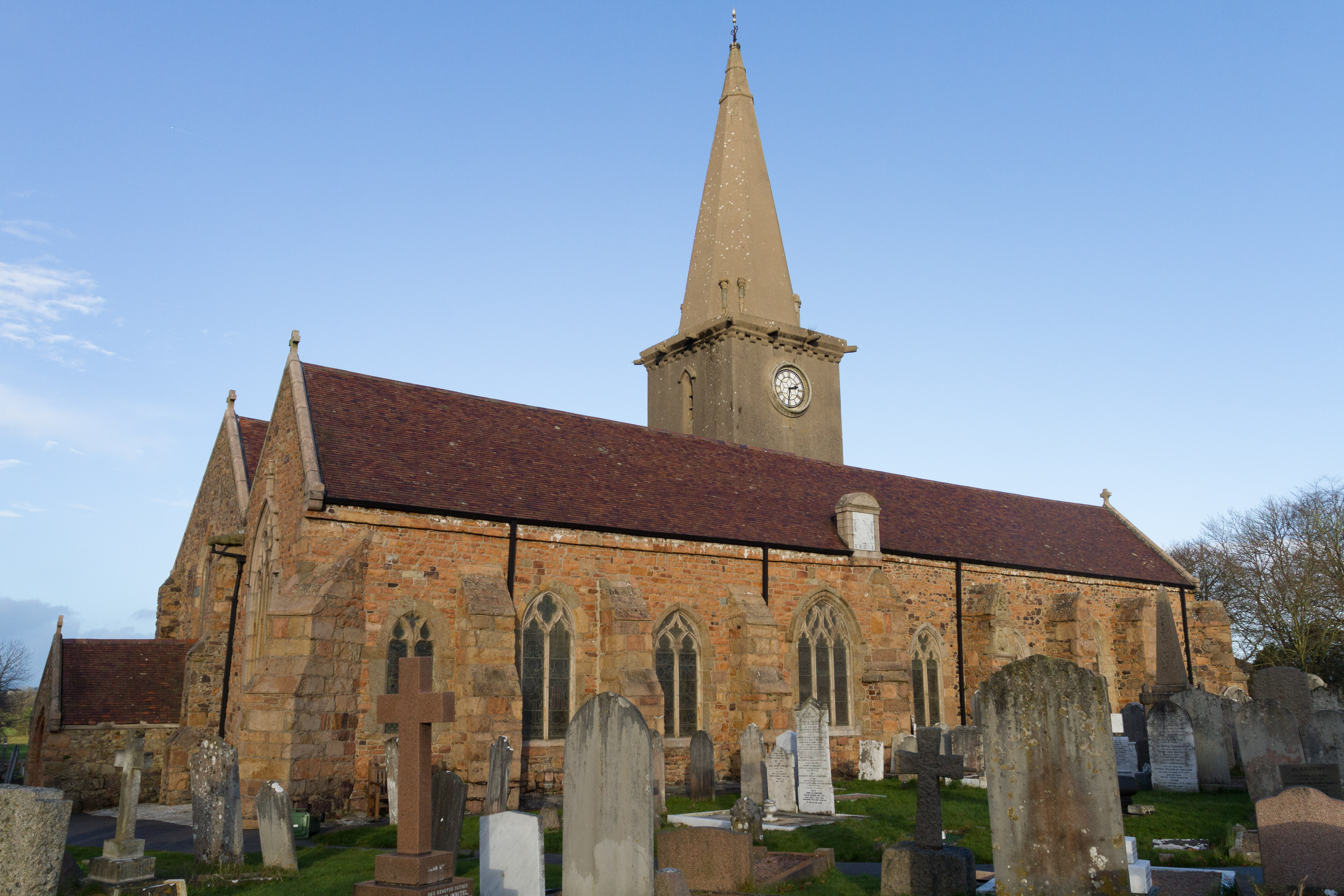
Die Parochialkirche von St. Martin